# ألان غوميس
ألان غوميس (بالفرنسية: Alain Gomis) (و. 1972  م) هو مخرج أفلام، وكاتب سيناريو من فرنسا، والسنغال، ولد في باريس.

## جوائز
حصل على جوائز منها:
- جائزة الدب الفضي للجنة التحكيم الكبرى (2017)
- Étalon de Yennenga [الإنجليزية]‏ (2017)[3]
- Étalon de Yennenga [الإنجليزية]‏ (2013).[3]

## وصلات خارجية
- ألان غوميس على موقع IMDb (الإنجليزية)
- ألان غوميس على موقع ألو سيني (الفرنسية)
- ألان غوميس على موقع أول موفي (الإنجليزية)
- ألان غوميس على موقع قاعدة بيانات الأفلام السويدية (السويدية)
- ألان غوميس على موقع قاعدة بيانات الفيلم (الإنجليزية)
- ألان غوميس على موقع كينوبويسك (الروسية)